# El Cairo, Oaxaca
El Cairo är en ort i Mexiko.   Den ligger i kommunen Santo Domingo Tehuantepec och delstaten Oaxaca, i den sydöstra delen av landet, 500 km sydost om huvudstaden Mexico City. El Cairo ligger 43 meter över havet och antalet invånare är 244.
Terrängen runt El Cairo är huvudsakligen platt, men åt nordväst är den kuperad. Runt El Cairo är det ganska glesbefolkat, med 43 invånare per kvadratkilometer. Närmaste större samhälle är Santo Domingo Tehuantepec, 3,5 km sydväst om El Cairo. Omgivningarna runt El Cairo är en mosaik av jordbruksmark och naturlig växtlighet.